# Rytterknægten
Rytterknægten er et geografisk højdepunkt midt i Danmarks tredjestørste skov Almindingen og er Bornholms højeste punkt, 162 m over havet. Stentårnet Kongemindet herpå blev bygget i 1856 til minde om Frederik VII og grevinde Danners besøg nogle år før. Monumentet er tegnet af Gottlieb Bindesbøll.
Da skoven voksede og tog udsigten, blev tårnet i 1899 forhøjet med et stålstillads. Med stentårn er Rytterknægten 172 m over havet overflade. Tårnet bruges om foråret til ornitologiske observationer. 
Rytterknægten ligger i  Natura 2000 område nr. 186 Almindingen, Ølene og Paradisbakkerne.